# Hatsavan (Syunik)
Hatsavan (in armeno Հացավան) è un comune di 280 abitanti (2010) della Provincia di Syunik in Armenia.